# Lotosová pozice

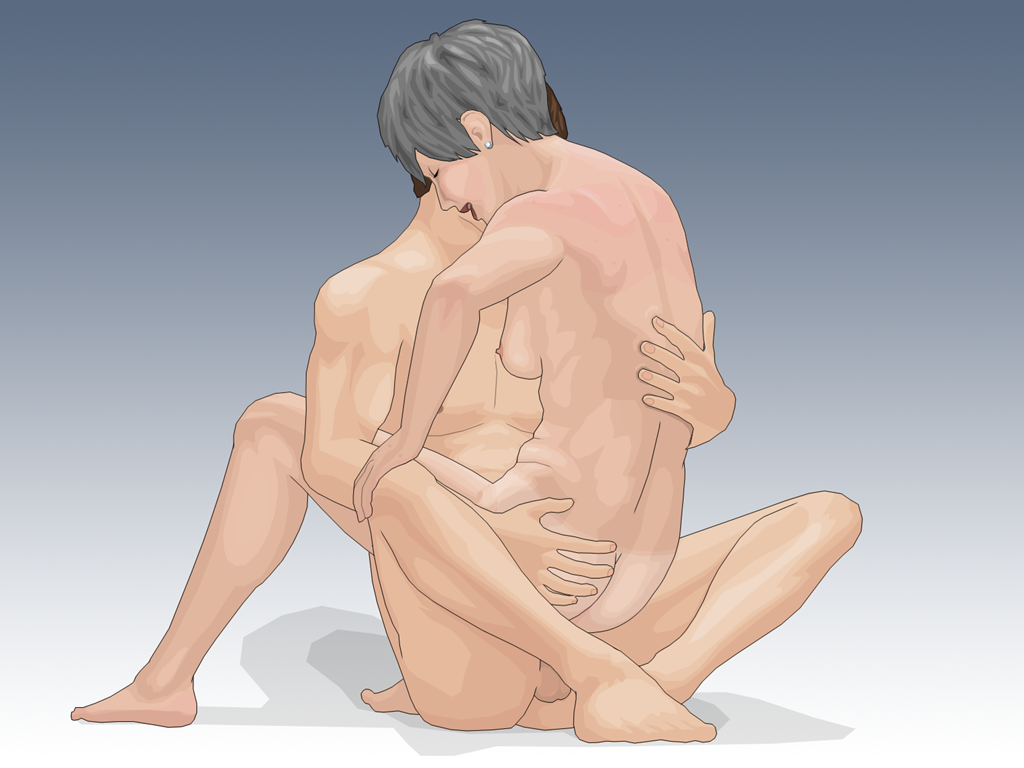
Lotosový květ

Lotosová pozice (také lotosový květ) je sexuální poloha, která vyniká intenzitou spojení, intimitou doteků těl a vzájemnou touhou po co nejbližším kontaktu. Muž sedí v tureckém sedu, žena pomalu nasedne na jeho penis a obejme partnerovy boky nohama. Takto propleteni sedí proti sobě a vzájemně se objímají, hladí a líbají. Tato pozice může být romantická i smyslná, hlavně ale vytváří prostor pro společné sdílení. Pro tuto sexuální polohu je nejvýznamnější možnost dlouho zůstat v intimním klidu. Při kopulačních pohybech má aktivnější roli žena. Může pohybovat pánví nahoru a dolů, kroužit s ní nebo se pohybovat dopředu a dozadu.
Proniknutí je při této poloze hluboké, ale je obtížné najít správný rytmus. Navíc je omezený rozsah pohybu, je tedy obtížné měnit hloubku průniku. Žena se může zapřít o čelo postele nebo zeď, případně si může nad partnera kleknout podobně jako u polohy kovbojka, muž může ženu chytit za boky a lehce ji nadzvedávat.
Poloha je vhodná k dosažení vaginálního orgasmu, dokonce i několikanásobného. Bod G je stimulovaný velice dobře, klitoris průměrně. Pozice umožňuje i pomalý pohyb a tření kořene údu o klitoris.

## Jednodušší varianty lotosového květu

### Klečící lotus
Klečící lotus je varianta méně náročná na břicho, od muže však vyžaduje větší sílu v rukou. Muž si klekne, žena si mu sedne do klína a obtočí mu nohy kolem boků v typické lotosové pozici. Muž ji podpírá pod hýžděmi, žena se ho drží kolem krku. Pokud má problémy s rovnováhou, může se jednou rukou přidržet postele.

### Poloha vsedě
Tato varianta lotosové pozice je méně náročná na fyzickou kondici. Muž se pohodlně usadí na židli, křeslo nebo taburet a žena si sedne přes jeho nohy na vztyčený penis. Vzájemně se obejmou a co nejtěsněji přimknou v oblasti pohlaví. Žena může zapřením o opěradlo lépe korigovat rytmus a hloubku přirážení.

## Etymologie
Sexuální pozice vychází z meditativní jogínské polohy lotosový květ (Padmasana). Uspořádání rukou a nohou v této póze připomíná okvětní lístky lotosového květu.
Lotosový květ je symbolem nejen moudrosti a vitální energie, ale také ženského pohlavního orgánu „yoni“ (pochvy). V tantrickém náboženství hraje významnou roli a funkci. Z lotosového květu vyrůstá a začíná veškerý nový život a pramení z něj veškerá moc, síla a energie.
Lotos má svoji symboliku i v čakrách. Sedmá čakra – sahasrara, je znázorňována jako soubor mnoha okvětních lístků lotosu a vyrůstá z první čakry. Padmásana je důležitá pro uvolňování kundalini energie, která se hromadí u páteře. V pozici lotosu se tato energie uvolňuje a prochází celým tělem do vyšších čaker. Milostným spojením nabývá tuto životodárnou energii i muž.